# 劇場版 仮面ライダー響鬼と7人の戦鬼
『劇場版 仮面ライダー響鬼と7人の戦鬼』（げきじょうばん かめんライダーヒビキとしちにんのせんき）は、2005年9月3日より東映系で公開された日本の映画作品。特撮ヒーロー番組「平成仮面ライダーシリーズ」『仮面ライダー響鬼』の映画化作品である。同時上映は『魔法戦隊マジレンジャー THE MOVIE インフェルシアの花嫁』。
キャッチコピーは「伝説の鬼戦士、集結。古文書に記された、戦国時代の壮絶な戦い。」。

## 概要
本作品は戦国時代を舞台の中心とした仮面ライダーでは史上初となる時代劇であり、テレビシリーズ『響鬼』の番外編にあたる。プロデュースは、テレビ版前期のプロデューサーの髙寺成紀ではなく、白倉伸一郎が担当した。そのため、テレビシリーズにはなかったライダー同士の戦いが描かれている他、現代の描写もテレビ版『響鬼』とは若干異なっており、映画公開時までのテレビシリーズにおける展開の予測に基づき、明日夢がヒビキのサポーターとして活動している設定になっている。また「ライダー」であることを意識して、冒頭では珍しくヒビキがバイクを運転する場面がある。
時代劇という案は白倉が提示した。髙寺も同様の構想を抱いていたが、現代を舞台とするテレビ版撮影用の素材が使えないので新規作成が必要となることから、無理と判断していた。
ヒーローの武器のモチーフがギターやトランペットである以上、辻褄合わせは不可能であるため、時代考証は全くされていない。劇中では、カブキが登場早々に英語のセリフをしゃべることによって、「スーパー時代劇」であることを明確にしている。脚本の井上敏樹の「時代劇は差別の多い時代である」という考えから、戦国時代では鬼（仮面ライダー）は忌み嫌われる存在として描かれている。
タイトルは黒澤明の映画『七人の侍』に似ているが、内容を参照しているわけではない。
「全国各地に一人ずつ鬼（ライダー）がいる」というテレビシリーズの初期構想を下敷きに、日本各地を出身とする5人の劇場版限定仮面ライダーが登場する。この5人のライダーは「ご当地ラーメン」に準え「ご当地ライダー」と称された。北海道・東京・名古屋・大阪・福岡という地域の選定は、日本のプロ野球チームの本拠地から来ているが、同時にロケやキャンペーンを意識して東映の営業所所在地が選ばれている。ご当地ライダーのデザインは何十分という限られた時間の中で一人一人のキャラクターを見せるだけでなく、認識してもらうため、腕と隈取りのグラデーション、楽器の特徴を胸に出してディテールに意味を持たせるなどのテレビシリーズの鬼の法則から外れ、テレビ版ライダーと比べるとカラーリングやシルエットが鮮明になっており、武器のモチーフは企画の初期に検討されたさまざまな楽器を発展させた突飛なものとなっている。この他、当時の新聞では「響鬼の忍者バージョンが登場」「仮題は『戦国大決戦』」という、完成品では没案となった情報も報じられた。
オープニングは、和太鼓を通じて文化公演や福祉活動を行う「富岳太鼓」の協力を得て本作品に登場する8人の鬼たちによる5.1chの音響設計を活かした太鼓の演奏で幕を開ける（作曲は山内強嗣が担当。）。
関東近郊を中心に撮影が行われ、戦国時代の村は軽井沢にオープンセットを建てて撮影された。家一棟の予定だったのに村が丸ごとできてしまったと白倉は語っているが、美術の大嶋修一は台本を見た当初から一棟だけでは不足であることを察しており、白倉の発言に関しては「多分おとぼけでしょう」と笑っている。
エキストラの一般公募が実施されたが、混乱をなくすために参加条件は厳しく、オーディションは「自前の戦国時代風衣装を着て朝8時に東映太秦映画村に集合」というものだった。審査基準は「レベルが高いカラフルな衣装で、芝居への気合を感じられる」というもので、オーディション参加者は340名で、そのうち審査判定で最高位を獲得した117名が合格した。そのシーンの撮影には専用のクレーンが使用された。
撮影は6月中を予定していたが、雨などの天候不順によって7月上旬に順延したという。

## あらすじ
現代の日本の海岸で巨大魔化魍オロチが出現し、ヒビキと明日夢が駆けつけ戦うが、ヒビキはオロチに敗れて深手を負い意識不明の状態になって入院する。自責の念に駆られる明日夢はヒビキを救う手がかりを猛士の古文書のオロチの記述に求めるが、その文献には自分と同じ「明日夢」という名と、鬼たちの物語が載っていた……。
古文書に書かれていたのは戦国時代のとある村。そこではオロチが毎年生贄を要求していた。その生贄に明日夢の知り合いであるひとえが選ばれ、明日夢はなんとかしようと立花藤兵衛に相談、鬼に救ってもらおうという案の元、明日夢たちは鬼探しに行く。
最初に出会った鬼のカブキへ協力を約束、彼の紹介である鬼の元へ行く。しかし明日夢はその男ヒビキを一目見るや激怒した。彼は明日夢の兄である猛士の師匠だったが、明日夢は猛士をヒビキに殺されたと思っていたからであった。ヒビキも「自分は鬼を辞めた」と言い協力を断る。その後、明日夢たちはトウキ、イブキ、キラメキ、ニシキ、ハバタキ、トドロキを仲間に加え、オロチ退治を目指す。

## 登場人物

### 鬼
ヒビキ / 仮面ライダー響鬼
現代のヒビキと同じ容貌の戦士。鬼として魔化魍退治をしながら、武器を作っており、明日夢の兄である猛士を弟子にしていたが、彼を修行中に土砂崩れで死なせてしまったことから鬼を引退し、人里離れたあばら屋で刀鍛冶を営んで隠居生活を送っていた。他の鬼たちからの人望も厚く、飄々とした雰囲気は現代と同じだが、猛士を死なせたことに対して内心では心を痛めているなど、現代のヒビキと比較するとナイーブな一面がある。

イブキ / 仮面ライダー威吹鬼
現代のイブキと同じ容貌の戦士。鬼の力を用いて戦で手柄を立てて大名にのし上がったが、退屈な大名生活に辟易し、大名の地位を捨ててオロチ退治に協力する。
真面目で融通が利かず不器用だった現代のイブキとは全く性格が異なっており、乱心したと思われて止めようとした家臣を一人残らず叩きのめす他、エンディングでは殿様に戻って沢山の女性を侍らせて大尽遊びをするなど、遊び人のような軽い性格をしている。

トドロキ / 仮面ライダー轟鬼
現代のトドロキと同じ容貌の戦士。普段は大工として生活している。ヒビキとは旧知の間柄で、彼から引退の証として音角やカラクリ動物を預けられていた。エンディングではひなこから差し入れを貰うなど、現代のトドロキと同じように良い仲を築いている。

カブキ / 仮面ライダー歌舞鬼
江戸（東京）出身。鬼探しの旅に出た明日夢たちが最初に出会った人物で、口ぶりはぶっきらぼうで「ダイエット」「リバウンド」「ラジャー」「ジ・エンド」「チャンス」といった外来語を使う。
一見するといかなる人も守ろうとする正義の鬼に見えるが、人間から迫害を受けたことにより鬼を理解せずに自分を見下す大人の人間の愚かさに失望して嫌気が差し、非常に憎んでいる。一方で、素直な子供のことは本心から愛しており、村の子どもたちに報酬の代わりに受け取った食糧を分け与えるなど、優しく接している。
物語当初から既に血狂魔党と密約を結んで魔化魍と化しており、明日夢たちに協力するフリをして鬼たちを潰しあいを狙って一掃しようと目論んでいた。謀略が露見した後、響鬼と一戦交えるが敗北。
ディレクターズカット版ではさらにその後の描写が存在し、決戦へ向かう明日夢を襲おうとしたヒトツミを最期の力で制止するものの、敢えなく生き血をすすられ、人知れず息を引き取った。
月刊ホビージャパンで連載されていた「HERO SAGA」では自身の最愛の女性が鬼の身内という理由だけで村人たちが暴行を加えて殺害されたという過去が描かれており、そのことが村人に激しい憎しみと恨みを抱くことになったという理由が描写されている。

トウキ / 仮面ライダー凍鬼
札幌（北海道）出身。「鬼を通じて仏に至る」をモットーに、修行僧として仏の道を極めるために仏門に降り、修行を積んでいくうちに鬼となり、寺の僧侶となった戦士。神仏と会話することができ、変身前でも自然を操る能力や遠方に出現した魔化魍の出現の予期などが使える。目の色が青である以外はザンキと同様の容貌をしており、「ご当地ライダー激闘ファイル」では過去の明日夢からもその点について突っ込まれていた。
普段は厳格かつ物静かな性格で、二度までなら理不尽な責めにも耐えるが三度目となると「仏の顔も三度まで」という信念のもと、暴れ出す。
ディレクターズカット版では、かつてキラメキと一緒に魔化網と戦っていた際に、キラメキに騙されて逃げられてしまい一人で魔化網と戦わなければならなくなった過去があるため、彼に対する不信感は人一倍あり、一行に彼が加わることには一番反対していた。
- 変身ポーズはイブキ役の渋江のアイデアをアレンジしたものとなっている。

キラメキ / 仮面ライダー煌鬼
名古屋（東海）出身。明日夢らが鬼を集めているという噂を聞いて大凧に乗ってやってきた戦士。普段は土産物売りを生業としているようである。仕掛けものを操る技に長け、変身前でも人が乗れる大凧や煙玉などを使う。以前は魔化網から逃げていたが、まじめに戦うようになった。
『ご当地ライダー 激闘ファイル』では名古屋弁で喋っている。
- 方言指導は名古屋出身でトドロキ役の川口がしている。

ニシキ / 仮面ライダー西鬼
大坂（関西）出身の戦士。関西弁で喋る。鬼の力を用いて泥棒を働いていたが、決して殺人はしないというこだわりも持ち合わせている。役人に捕縛され打ち首の刑に処されかかったところをカブキらに助けられ仲間になる。泥棒だけに根っからの守銭奴で、オロチ退治に協力したのもカブキの「埋蔵金がある」という話に乗せられたためであったが、最後には人助けに目覚めた。戦いが終わった後も、相変わらず牢獄暮しを続けている。
- 変身前はトラのようなイメージのアクションをしている。

ハバタキ / 仮面ライダー羽撃鬼
博多（九州）出身。登場している鬼の中では唯一の妻帯者で、結婚後に鬼を引退しとある農村で農民として暮らしていた。女房と子供を守るために最初は二度と鬼の力を使わないと拒んでいたが、未練を断ち切れず密かに畑仕事の後に鬼としての訓練を続けており、それに気付いていた女房に檄を飛ばされて戦いに赴く。
『ご当地ライダー 激闘ファイル』では博多弁で喋っている。

### 鬼に関わる人々
明日夢（）
現代の安達明日夢と同じ容貌の少年。幼いころに両親を亡くしており、ひとえとは兄妹同然に育った幼なじみの関係である。そのため、彼女が生贄に選ばれた際には誰よりも強く反対した。温和で大人しかった現代の明日夢と比べると、攻撃的な態度が目立つ。
とりわけヒビキに対しては、実の兄でたった一人の肉親でもある猛士を失ったのは彼の責任と責めていることから、恨みの念も強く、鬼をも激しく憎むようになるなどお門違いな因縁をつけることもあったが、頭の中では猛士が死んだのはヒビキのせいではないということを理解しており、それでも誰かに怒りや憎しみをぶつけでもしなければやってられなかったというのが本当のところであった。
後に兄の遺品であるヒビキのために魂を込めて作った刀からヒビキを尊敬する気持ちを感じ取り、ヒビキにその刀と兄の思いを託すに至る。そして、戦いが終わった後、藤兵衛が考案した鬼を支える組織に、己の兄猛士の名前をつけた。

ひとえ
現代の持田ひとみと同じ容貌の少女で、明日夢同様に両親を失っているため、彼とは兄妹同然に育った。鈴に続いてオロチの生贄に選ばれてしまい、運命として受け入れた鈴と違って生贄にされることに対して最後まで恐怖感を拭い切れなかった。最初の鬼たちの戦いが敗北に終わった後、呪いによって重い病にかかる。洞窟に隠れていた際、カブキが盗んだニシキの武器を使って村人を殺害する現場を目撃していたため、危うくカブキの手にかかって殺されかけたこともあった。その後、村人からは村のために無理やり生贄にされそうになるが、間一髪のところをヒビキに助けられる。

立花 藤兵衛（）
現代の立花勢地郎の先祖で、容貌も勢地郎に瓜二つである。村の村長で、親のいない明日夢とひとえにとっての父親的存在でもある。鬼を魔化魍と同列に扱う村人たちの中にあって、鬼たちに偏見や差別を抱いていない数少ない存在であり、人間と鬼との間に一向に埋まらない溝があることを危惧している。こうした背景から、ひとえが生贄に選ばれた際にも真っ先に鬼に助けを求めることを提案しており、また戦いが終わった後、人と鬼が手を取り合える時が来るようにとの願いを込めて、鬼を支える組織を作ることを決意する。
- 名前の由来は立花藤兵衛から。

かずえ、ひなこ
現代の立花香須実、立花日菜佳と同じ容貌の姉妹で、藤兵衛の実の娘にあたる。藤兵衛同様、生贄の儀式には反対の立場を取り、鬼に対しても一定の理解を示しているため、明日夢と共に鬼に助けを求める旅に赴き、ひとえのことも村人から庇おうとした。

鈴
現代の天美あきらと同じ顔を持つ少女。物語の始まる1年前、村のために自らオロチの生贄となり、明日夢とひとえの目の前でオロチに喰い殺される。また止めようとした父親も、童子と姫に殺された。

猛士（）
明日夢の兄。鬼になることを夢見てヒビキに弟子入りしていたが、修行中に崖崩れの事故に巻き込まれ命を落とす。そのことが明日夢が鬼を憎み、またヒビキが鬼の道から遠ざかる原因となった。

ハバタキの女房
現代の滝澤みどりと同じ容貌の女性。ハバタキが密かに鬼の訓練を続けていることに気付いており、必ず生還することを条件に彼を戦場へ送り出した。

役人
ニシキの処刑を担当した役人。しかし、ニシキの「空を見上げて死にたい」という最後の頼みを聞き入れたばかりに、刀を歯で受け止められ処刑は失敗。さらに刀を折られたことに、驚きを隠せずにいた。

## 鬼（音撃戦士）
本作品に登場する戦国時代の鬼は現代の鬼と異なり、変身を解いても服は着たままである。
また、現代のように「音撃打を使う鬼は変身音叉、音撃管を使う鬼は変身鬼笛」と分けられてはおらず、威吹鬼と轟鬼以外の全員が変身音叉を用いる。これは、日常的に戦闘が発生する時代のため、変形させれば武器となる変身音叉が便利だったからと考えられる。
- シルエットをより鮮明にする形でデザインされた[17]
- ご当地ライダーは動きで特徴を付け、個々の差別化をしている[18]。

### 仮面ライダー歌舞鬼（カブキ）
江戸（東京）出身のカブキが変身する鬼。赤と緑という鮮やかな原色を基調とし、金色を随所にあしらったカラフルな出で立ちは、カブキの派手好きな性格を反映したものと思われる。また、鬼としては珍しく頭部や肩部の形状が左右非対称となっており、見得を切ったときのインパクトを高めている。しかしよく観察すると、骸骨のようなディテールが、派手な色合いの隙間に見え隠れしている。
変身に際しては、変身音叉を叩いて鳴らし、額の前にかざす。すると額に鬼の紋章が浮かび、体をまばゆい光と無数の花びらが包み込んで、鬼の姿へと変える。最後に見得を切り、ポーズを決めて変身完了となる。
剣技や格闘のほか、独自の術を駆使して戦う。さらに、実は仲間だった魔化魍の火焔大将と共闘した折は、巧みな連携を披露した。
- 裏切り者という二面性を暗示する左右非対称のデザインとなっている[21]。
- 魔化魍との戦いでは大掛かりなロケセットで建物を絡めたものを見せている[22]。

装備
変身音叉
カブキ専用の変身音叉。形状はヒビキの物と同様だが、色は黒となっている。
折り畳みの機能はなく、常に展開した状態で携行する。凍鬼、煌鬼、西鬼、羽撃鬼も同様。
鳴刀 音叉剣（）
変身音叉を呪術によって音叉部分を伸ばして刃に変化させた刀。歌舞鬼のほか、凍鬼、煌鬼、西鬼、羽撃鬼も同様の物を用いる。

音撃棒 烈翠（）
歌舞鬼専用の音撃棒。形状は響鬼の音撃棒 烈火と同様だが、鬼石が緑色をしている。
劇中では使われなかったものの、漫画版と『超・電王トリロジー EPISODE YELLOW』で使用している。
音撃鼓
金色の縁取りがなされているほか、三つ巴が赤く彩られている。
カラクリ動物
ケシズミカラス、ルリオオカミ、リョクオオザルを所有している。

技
鬼傘術（）
傘を自在に出現させ、攻防一体のアイテムとして扱う。傘を開いて敵の攻撃を防いだり、傘を突き破って敵の死角から音叉剣を刺したりする。
鬼鞭術（）
自らの体色と同様に派手な装飾を凝らした組紐を投げつけ、敵の動きを封じる。
音撃打 業火絢爛（）
烈翠で音撃鼓を叩くことで清めの音を発生させる。漫画版でのみ使用されている。

### 仮面ライダー凍鬼（トウキ）
札幌（北海道）出身のトウキが変身する鬼。鬼の中でも群を抜いた巨漢であり、怪力を誇る。また、額の紋章も他の鬼より巨大で、シロクマを象っている。体色はパールホワイトで、手はメタリックスカイブルー。胸部には黒い装甲を纏っている。
変身に際しては、変身音叉を手に当ててはじいたのち、左手を前に出す。すると額に鬼の紋章が浮かび、舞い上がった吹雪が全身を包み込んで、鬼の姿へと変わる。
- モチーフがシロクマなのは、蝦夷地名物の熊や、当時の北海道日本ハムファイターズのイメージアニマルが熊だったことに由来する[21]。北海道日本ハムファイターズのユニフォームと同様のカラーリングの配色となっている[21]。
- 長身のスーツアクターが演じており、武器も巨大な棍棒のため、ストレートにバットのように振り回す鬼そのものを表現したアクションとなっている[22]。

装備
変身音叉
トウキ専用の変身音叉。赤銅色をしている。
鳴刀 音叉剣
変身音叉を変形させた刀。
音撃金棒 烈凍（）
凍鬼専用の超大型音撃武器で、先端には巨大な青い鬼石が据えられている。
棍棒のように振り回せば、並の魔化魍を一撃で打ち倒せる。また、オロチの姫に対しては、音撃鼓で拘束したのちに強打するという戦法で撃破した。
音撃鼓
水色の縁取りがなされている。
カラクリ動物
キアカシシ、ニビイロヘビ、アサギワシを所有している。

技
念動力
劇中では変身前に使用。カブキから投げつけられた石を空中で静止させ、そのまま手も触れずに投げ返した。
冷気攻撃
念じることで周囲の大気から冷気を集め、「邪気退散！」と唱えるとともに、頭部から吹雪のように噴射する。
音撃殴 一撃怒涛（）
装備帯から音撃鼓を外して投げると、巨大な光の音撃鼓となって宙に浮かぶ。その中心を銅鑼のように烈凍で叩き、清めの音を放って、離れた魔化魍を攻撃する。

### 仮面ライダー煌鬼（キラメキ）
名古屋（東海）出身のキラメキが変身する鬼。体色はダークブルーで、その上からゴールドとシャンパンゴールドの装甲を纏っている。頭部全体が金色のシャチを象っており、鬼の角の代わりに頭頂部から尾びれが、側頭部からは胸びれが突き出ている。変身後に明確な額の紋章がない鬼は、戦国時代と現代を通じても、煌鬼以外にいない。
変身に際しては、変身音叉を額にかざしたのちに指ではじく。すると額に鬼の紋章が浮かび、足元から輝く金粉のような光に包まれ、黄金の火花と煙が体を隠して、鬼の姿へと変わる。
頭部には水中での呼吸を可能とする機能が備わっており、戦国時代の鬼で唯一、水中戦を得意としている。
- モチーフのシャチは、名古屋城のシャチホコに由来している[37]。劇場版のみに登場する鬼で唯一、モチーフが現存するプロ野球チームに由来するものではない[38][37][注釈 3]。
- 他の鬼との対比から水中戦を得意とする鬼となり、制限された動きの水中でも特徴を出すため、CGでの効果を使用して表現している[22]。

装備
変身音叉
キラメキ専用の変身音叉。鈍い銀色をしている。
鳴刀 音叉剣
変身音叉を変形させた刀。
音撃震張 烈盤（）
煌鬼専用の音撃武器。現代のシンバルを模した二枚の輪剣で、普段は両肩に装備している。中心に持ち手があり、接近戦では縁の刃で敵を切り裂くほか、回転を加えて投擲すれば、一度に複数の敵を攻撃できる。
さらに水中戦では、両手に構えた烈盤をスクリューのように旋回させると、高速での突撃が可能となる。
音撃鳴
本体は銀色で、金色の縁取りがなされている。
カラクリ動物
ルリオオカミ、キハダガニ、ニビイロヘビを所有している。
凧
紐をつけずに乗り、屈強な腕力や脚力を駆使して操作することで、空中を移動できる大凧。
劇中では変身前に使用していたが、変身後でも同様に扱えると考えられる。

技
音撃拍 軽佻訃爆（）
烈盤をシンバルのように何度も打ち鳴らし、清めの音を放って離れた場所にいる魔化魍を攻撃する。

### 仮面ライダー西鬼（ニシキ）
大阪（関西）出身のニシキが変身する鬼。トラをモチーフとした外見をしており、黄色を基調としたボディには随所に黒の縞模様が入っている。両肩にある金色の装甲も、トラの爪に似た造りである。
変身に際しては、他の鬼が変身音叉を指ではじいたり、周囲の物を叩いて鳴らすのに対し、ニシキは自らの額を音叉で打つことによって、音波を発生させる。すると額に鬼の紋章が浮かび、金と黒の光の帯が螺旋状に体を取り巻いて、鬼の姿へと変わる。
両腕の力だけで、大地をトラのように駆け回ることができる。魔化魍忍群との戦闘時は、敵1体を両脚で挟み込んでそのまま引きずり回し、最後は他の敵めがけてぶつける攻撃を見せた。
- モチーフがトラとなっているのは、阪神タイガースのイメージアニマルがトラであることに由来している[37]。
- モチーフがトラのため、四つん這いでのアクションを取り入れてワイルドさを強調している[22]。

装備
変身音叉
ニシキ専用の変身音叉。鮮やかな赤に彩られている。
鳴刀 音叉剣
変身音叉を変形させた刀。
音撃三角 烈節（）
現代のトライアングルを巨大にしたような形の音撃武器。普段は展開して三節棍として使う。
途中カブキに盗まれ、殺人の濡れ衣を着せられた。
音撃鼓
銀色の縁取りがなされている。西鬼の放つ音撃技には使用されない。
カラクリ動物
キハダガニ、ニビイロヘビ、アカネタカを所有している。

技
音撃響 偉羅射威（）
トライアングル型に変形した烈節を変身音叉で「いらっしゃい！」と発しながら連続で叩き、清めの音を放つ。離れた場所にいる敵に対して有効。

### 仮面ライダー羽撃鬼（ハバタキ）
九州（博多）出身のハバタキが変身する鬼。左右の肩には翼が備わっており、広げれば大空をタカのように飛ぶことができる。体色はカッパーで、手の色は黒。頭部には鬼面の代わりにタカを象った面がある。音撃管の戦士であることを表す、パイプ状の意匠が身体に施されている。
変身に際しては、変身音叉を左手の人差し指ではじいたのち、額にかざす。すると額に鬼の紋章が浮かび、白い光とともに舞い上がった鳥の羽根が体を包んで、鬼の姿へと変わる。
- モチーフがタカとなっているのは、福岡ソフトバンクホークスのイメージアニマルがタカであることに由来している[37]。

装備
変身音叉
ハバタキ専用の変身道具。鬼面の眉の部分や、グリップ部分が茶色となっている。
鳴刀 音叉剣
変身音叉を変形させた刀。
音撃吹道 烈空（）
羽撃鬼専用の現代のフルートを大型化させたような形の音撃武器。接近戦では槍のように用い、その先端はバケガニの甲羅を貫くほど鋭い。
また、吹き矢のように構えれば、赤い鬼石の弾を連射することができる。
音撃鳴
本体は銀色で、茶色の縁取りがなされている。実際の使用法は不明。
カラクリ動物
アカネタカ、ルリオオカミ、リョクオオザルを所有している。

技
鬼翔術
翼を広げて滑空できるが、推進装置があるわけではないため、飛行時間は短い。
しかし、敵を腕で抱え上げたり、足で挟み込むなどのアグレッシブな空中戦法を駆使して、華麗に戦う。
音撃奏 旋風一閃（）
烈空をフルートのように吹き鳴らして、赤い光の波となった清めの音を放ち、敵の体内に打ち込んだ鬼石に共鳴させてダメージを与える。

## 音式神（カラクリ動物）
いずれも本作品にのみ登場。戦国時代の鬼たちが携帯する、動物の魂が込められたカラクリ動物。現代のディスクアニマルの始祖で、ディスク状態の起動前も起動後と同様の色である。また、等身大まで巨大変形することもできる。録音機能も持つ。
- 記録媒体が発明される前の話で、ライダーが乗れるサイズのため、質感も違う大きなものという設定となり、テレビシリーズとは違い、薄いものが大きくなるのではなく変身後の形や、質感もプラスチックではなく石製や木製のようなテクスチャを貼ってアレンジしており、アニマル形態のボリュームをデフォルメし、メカではなく生物的な動きを強調している[4]。

茜鷹（）
タカの魂が込められた音式神。現代の茜鷹と似た形状をしている。鋭い刃になった主翼だけでなく嘴も使って戦い、翼の一撃で消炭鴉の翼を破壊した。鬼を背中に乗せて飛行することも可能。
岩紅獅子（）
獅子の魂が込められた音式神。自由行動を好み、岩をも砕く鋭い牙を武器とする。背中に響鬼を乗せて走行することも可能。
- 演出が撮影中に急遽変更になったため、別の場所に通りすがりで登場することとなった。

白練大猿（）
100年以上の齢を経た白猿の魂が込められた音式神。魔化魍に匹敵する巨大さを誇り、他のカラクリ動物以上の高い知能を持ち、強力な力と高い戦闘能力を兼ね備えている。
- 当初はリョクオオザルのデータを参考にする予定だったが、諸事情によって『百獣戦隊ガオレンジャー』のパワーアニマルのようにマッチョで石のような質感の姿になったため、モデルが作り直された。
- 本作品のみに登場するディスクアニマルはすべてCGによるものであったことから、着ぐるみになる案もあったが、戦う魔化魍がCGのオロチであったため、断念された。

消炭鴉（）
カラスの魂が込められた音式神。歌舞鬼が所有する。鋭い嘴と両足の爪を武器とし、上空からの急降下攻撃を得意とする。茜鷹同様、背中に鬼を乗せて飛行することも可能。
| 名称     | 速度                   | 最大稼働時間 | 最大録音可能容量 |
| -------- | ---------------------- | ------------ | ---------------- |
| 茜鷹     | 最大飛行速度：200 km/h | 20時間       | 18時間分         |
| 岩紅獅子 | 最大走行速度：80 km/h  | 18時間       | 18時間分         |
| 白練大猿 | 最大走行速度：50 km/h  | 9時間        | 9時間分          |
| 消炭鴉   | 最大飛行速度：160 km/h | 16時間       | 16時間分         |

## 魔化魍
古来より妖怪や物の怪として伝承されている怪物。戦国時代ではバケガニのように自然発生した個体のほかに、複数の魔化魍が海辺に浮かぶ鬼岩城を根城として集まり、血狂魔党（）と呼ばれるオロチを頂点とした大組織を組んでいる特殊な個体も存在する。名前の由来は『変身忍者 嵐』の敵組織「血車党」。

オロチ
一般的に大蛇（）として伝承に残されている戦国時代最強の大型魔化魍。普段は鬼岩城に棲んでいる。陸海空を自由に飛行し、口から三千度の高熱火球を吐き太く強固な尻尾で敵を打ちのめす。通常の音撃武器で威力が足らないため、倒すことは不可能。現代では童子と姫を伴わずに出現した。戦国時代、現代共に登場し、現代ではとある海岸に現れ一度は響鬼を退けるも、クライマックスでの再戦にて装甲響鬼の放った鬼神覚声で倒された。戦国時代の方は描写がないが、何らかの方法で倒されたことが示唆されている。
- イメージは北海道東北や九州南西諸島のプリミティブな縄文の造形で、他にも秋田の鹿踊の衣装や獅子舞も入っている。テレビシリーズの巨大魔化魍は実在の生物をモチーフとするものが多かったが、既存の妖怪デザインとは異なるテイストとなった。演出上の都合から尾をデザイン画よりも長くしている。当初はナメクジや蛇のようなものもデザインされていた。
- 空をかけるときなどのイメージは『となりのトトロ』の猫バス。

オロチの童子と姫
童子は左眼の近くを赤い仮面で覆っている白髪の男で、姫は右眼の近く紫の仮面で覆っている黒髪の女。テレビシリーズ同様、男女の声が逆転しているが、現代とは異なり、高い知能を有しており、彼らが細かな作戦を練っている。戦闘時には顔全体を面で覆った怪童子・妖姫となる。共通の武器である鉄扇のほか、怪童子は剣を、妖姫は釵を使用する。また火を口から吐いたり、炎を自在に操ることや人魂状となって空を自在に駆けることもできる。怪童子は轟鬼の音撃によって、妖姫は凍鬼の音撃によって倒された。
- デザイン画での名称は餓修羅童子と黒夜叉姫。オペラ座の怪人のようなマスクの方が本体であるというディテールとなっており、赤と青に色分けして付けている。
- 怖く恐ろしく見せるように、台本のト書きを膨らませて凍鬼と派手な術で応戦したり、火だるまとなって走るなどアレンジしている。

ヒトツミ
一般的に二口女として伝承に残されている等身大魔化魍。本来は血狂魔党に所属しないはぐれ魔化魍であったが、鬼たちを倒すため、オロチの童子と姫に協力を依頼され参戦する。普段は手鞠歌を歌う町娘の姿に化けて人里に紛れて暮らしているが、その正体は2つの顔を持つ死神と吸血鬼に似た銀色の鎧を模した魔人の姿をしている。槍と盾を持ち、口から毒霧を吐く能力を持つ。好物は鬼の生き血。また自身を巨大に見せる妖術を使う。最期は歌舞鬼を除く鬼全員の音撃を順番に受けて倒された。
- デザイン画での名称は外道魔人 奇骸羅帝。初期名はキマイラに由来し、「男女の合成魔人」と想定されていたほか、『変身忍者 嵐』の血車魔神斎が意識されたデザインとなっている。女の子が変身するため、魔神斎のような顔の下に本体の女性の顔がある形でデザインされている。盾のモチーフは血車党のマークとなっている。

火焔大将（）
一般的に鎧武者の化け物として伝承に残されている等身大魔化魍。現代の等身大魔化魍と違い、攻撃を受けても分裂しない。口から吐き出す炎を操ることができ、鎧の両腕に仕込んだ斧や豪炎魔剣という刀で戦う。身体を砂状に変化させることも可能である。
裏で血狂魔党と通じているカブキと組んで活動している。本来は両者の立場は対等のはずだが、主従関係に似た役割分担ができており、劇中では火焔大将がカブキの指示に従うことが多かった。
初登場の際はカブキの要請を受けてとある村を襲撃し、歌舞鬼に倒される芝居を打つ。その後再び鬼たちの前に姿を現すが、響鬼の鬼火で頭部を吹き飛ばされて今度こそ倒された。
- デザイン画での名称は魍魎魔人 邪骨大将。『変身忍者 嵐』の骸骨丸にあたるキャラクターだが、骸骨丸は甲冑の武者ではないため、モチーフにはしていない。西洋甲冑のヒトツミに対して日本の甲冑のため、とにかく強く見えることを意識している。

魔化魍忍群
一般的に化け狐として伝承されている血狂魔党の雑兵。赤い幟を背負った赤い面は紅狐（）、白い面は白狐（）と呼ばれる。飛行能力などを駆使して隠密行動を行う。十字の両側に刃が付いた両鎌刃を武器に集団で戦う。鬼たちに全滅させられた。
- デザイン画での名称は怪魔忍群 赤狂武・怪魔忍群 狂武。武器の鎌は血車党のマークをイメージして十字のものとなっている。紅狐は、アントロード フォルミカ・エクエス同様、ショッカー赤戦闘員をイメージしている。

バケガニ
一般的に化け蟹として伝承に残されている、テレビシリーズにも度々登場する大型魔化魍で、本作品に登場した個体は赤褐色の体色となっている。山奥の沢に自然発生し、煌鬼、西鬼、羽撃鬼の同時攻撃で倒された。

イッタンモメン
ディレクターズカット版における凍鬼の回想シーンに登場する。一般的に一反木綿として伝承されている大型魔化魍で、山奥に出現した。テレビシリーズに登場したものとは異なり、黒い体色となっている。

## キャスト
キャスト面では、テレビシリーズでザンキ / 仮面ライダー斬鬼役を演じた松田賢二が劇場版オリジナルライダーとして出演したほか、多数のテレビシリーズのレギュラー陣が戦国時代の別人物を演じている。
ゲストとしては、芸人の塚地武雅（ドランクドラゴン）や、主演の細川茂樹の友人である俳優の小泉孝太郎、タレントの安倍麻美が出演している。とりわけ塚地は仮面ライダーファンを公言し、本作品の特番では司会も担当した。カブキ / 仮面ライダー歌舞鬼役には『仮面ライダー555』でゲスト出演経験がある松尾敏伸を起用。
- ヒビキ[注釈 7] - 細川茂樹
- 安達明日夢[注釈 7] - 栩原楽人
- カブキ - 松尾敏伸
- イブキ - 渋江譲二
- トウキ - 松田賢二
- キラメキ - 山中聡
- ニシキ - 北原雅樹
- ハバタキ - 湯江健幸
- トドロキ - 川口真五
- 立花香須実 / かずえ[注釈 7] - 蒲生麻由
- 立花日菜佳 / ひなこ[注釈 7] - 神戸みゆき
- ひとえ - 森絵梨佳
- 鈴[55] - 秋山奈々[注釈 8]
- 母親[55] - 水木薫[注釈 8]
- ハバタキの女房[55] - 梅宮万紗子[注釈 8]
- ヒトツミ - 安倍麻美（特別出演）
- 童子[注釈 9] - 村田充
- 姫[注釈 10] - 芦名星
- 鈴の両親[15] - 小倉一郎[注釈 8]、志水季里子[注釈 8]
- 松田章
- 村人 - 小野了[注釈 8]
- 村人 - 田口主将[注釈 8]
- 法福法彦
- 鈴木泰明
- 清家利一
- 竹之内啓喜
- 北村明男
- 加藤寛治
- 町娘[58] - 村上祐子（テレビ朝日）[注釈 8]
- チンピラ侍 - 青木哲也[注釈 8]
- 大久保幸治
- 辻本一樹
- 村の子供[59] - 槇岡瞭介[注釈 8]
- 役人 - 塚地武雅（特別出演）
- 猛士 - 小泉孝太郎（友情出演）
- 立花勢地郎 / 藤兵衛[注釈 7] - 下條アトム

### 声の出演
- ヒトツミ - 神奈延年[55][注釈 8]

### スーツアクター
- 仮面ライダー響鬼[60]、仮面ライダー装甲響鬼[55] - 伊藤慎
- 仮面ライダー威吹鬼[60][61] - 押川善文
- 仮面ライダー轟鬼[60] - 渡邉淳
- 仮面ライダー歌舞鬼[60][21] - 矢部敬三
- 仮面ライダー西鬼[出典 3] - 永瀬尚希
- 仮面ライダー煌鬼[60][37] - 三村幸司
- 仮面ライダー凍鬼[60][21] - ケフィ アブリック
- 仮面ライダー羽撃鬼[60] - 下川真矢
- 妖姫[63] - 橋本恵子
- 怪童子[64]、仮面ライダー響鬼（代役）[65] - 大岩永徳
- 日下秀昭
- 今井靖彦
- 火焔大将[66] - 岡元次郎
- 竹内康博
- 中川素州
- 魔化魍忍群[67] - 小倉敏博
- 佐藤賢一
- 藤榮史哉
- 中島俊介
- 三住敦洋
- 中村博亮
- 金子佳代
- 橋口未和
- 佐野弥生
- 小島美穂
- 金田進一
- 宇田卓也
- 山崎広嗣
- 杉口秀樹
- 小林勇介
- 縄田雄哉
- 佐藤太輔
- 澤江晃史
- 大上免竜二
- 牧本竜
- 田中宏幸
- 山崎圭太
- 大前光範[68][注釈 1]
- 斉藤英長[68][注釈 1]

## スタッフ
前4作ではテレビシリーズのパイロット監督が映画も監督するのが定番となっていたが、本作品ではテレビシリーズのパイロット監督であった石田秀範ではなく、坂本太郎が担当している。同時に坂本にとっては劇場用作品初監督作品となった。東映プロデューサーの白倉伸一郎・脚本の井上敏樹はテレビシリーズには未参加であり、彼らは当初『響鬼』を手掛けるのは劇場版のみの予定であったが、後にテレビシリーズ後期のメインスタッフとしても関わることになった。
音楽はテレビシリーズ同様佐橋俊彦が担当。劇場版ではオーケストラサウンドを起用。劇場版限定の多数のライダーが登場するが、ヒビキには和太鼓、トドロキにはギター、イブキには金管といった楽器によってそれぞれのライダーの特徴を表現する手法は避けられている。また歌舞鬼と煌鬼以外、各々の鬼のテーマ音楽は作られていない。
- 原作 - 石ノ森章太郎
- 脚本 - 井上敏樹
- 音楽 - 佐橋俊彦
- 製作 - 福湯通夫（東映）、高橋浩（東映アニメーション）、亀山慶二（テレビ朝日）
- 企画 - 鈴木武幸（東映）、梅沢道彦（テレビ朝日）、日達長夫（東映ビデオ）、竹内淳（バンダイ）、永井秀之（アサツー ディ・ケイ）、福中脩（東映エージエンシー）
- 撮影 - いのくままさお
- 照明 - 斗沢秀
- 美術 - 大嶋修一
- 録音 - 畑幸太郎
- 助監督 - 柴﨑貴行、大峯靖弘、狩山俊輔、杉原輝昭、安井祥二
- スクリプター - 増田千尋
- 編集 - 大畑英亮
- 整音 - 曽我薫
- 太鼓指導 - 山内強嗣
- デザインワーク - 早瀬マサト（石森プロ）、野中剛・菊池和浩・小林大祐・下田竜彦（PLEX）
- 「魔化魍」デザイン - 出渕裕
- 「オロチ」デザイン - 草彅琢仁
- 特殊美術イメージ - 篠原保、松川健一
- 題字 - 康唯子
- 特殊衣裳デザイン・造型 - 竹田団吾
- プロデュース補 - 大森敬仁
- 制作担当 - 久住正平
- VFXスーパーバイザー - 捻橋尚文（特撮研究所）、佐藤敦紀（Motor/lieZ）
- 絵コンテ - 角田徳秀
- 特別協力 - 東映太秦映画村
- 制作協力 - 東映京都撮影所、東映テレビプロダクション
- スーパーバイザー - 小野寺章（石森プロ）
- プロデュース - 白倉伸一郎、土田真通、梶淳（テレビ朝日）
- アソシエイトプロデューサー - 髙寺成紀
- 特撮監督 - 佛田洋
- アクション監督 - 竹田道弘、金田治 [注釈 12]（ジャパンアクションエンタープライズ）
- 劇場版『仮面ライダー響鬼』製作委員会（東映、東映アニメーション、テレビ朝日、東映ビデオ、アサツー ディ・ケイ、東映エージエンシー、バンダイ）
- 監督 - 坂本太郎
- 配給 - 東映[注釈 1]

## 主題歌
「Flashback」
作詞：藤林聖子 / Rap詞：m.c.A・T / 作曲・編曲：大平勇&SJR / 歌：Rin' featuring m.c.A・T(AVCA-22358)

## 映像ソフト化
- O・N・I 〜劇場版 仮面ライダー響鬼と7人の戦鬼 メイキング〜（DVD1枚組、2005年9月9日発売）
  - 撮影風景のドキュメンタリー、スタッフやキャストのインタビューを収録。
- 劇場版 仮面ライダー響鬼と7人の戦鬼 通常版（DVD1枚組、2006年1月21日発売・当初は初回生産限定の「特別限定版」もリリースされる予定であったが、諸般の事情で発売中止になった）
  - 本編：劇場公開版本編を収録
  - 映像特典
    - 劇場予告
- 劇場版 仮面ライダー響鬼と7人の戦鬼 Blu-ray（1枚組、2009年7月21日発売）
  - 本編：劇場公開版本編を収録
  - 映像特典
    - 劇場予告
- 劇場版 仮面ライダー響鬼と7人の戦鬼 ディレクターズカット版（DVD2枚組、2006年5月21日発売）
  - ディスク1：本編DVD（約15分の未公開エピソードや修正CGを追加し、再編集した本編を収録）
    - 音声特典
      - オーディオコメンタリー（監督：坂本太郎×撮影：いのくままさお）

  - ディスク2：特典DVD
    - O・N・I 〜劇場版 仮面ライダー響鬼と7人の戦鬼 メイキング〜 DC補完版
    - 予告・特報・PR
    - 製作発表
    - 初日舞台挨拶
    - ご当地ライダー激闘ファイル
    - データファイル
    - ポスターギャラリー
- 劇場版 仮面ライダー響鬼と7人の戦鬼 ディレクターズカット版 特別限定バージョン（DVD2枚組、2006年5月21日発売・30,000セット限定生産）
  - セット内容
    - 劇場版 仮面ライダー響鬼と7人の戦鬼 ディレクターズカット版（特別ジャケット仕様）
    - ソフトビニール人形「仮面ライダー歌舞鬼 リアル重塗装版」
    - 特製ライナーカード（2枚）
- 仮面ライダー響鬼 THE MOVIE コンプリートBlu-ray（2枚組、2019年7月10日発売）
  - ディスク1：『劇場版 仮面ライダー響鬼と7人の戦鬼』劇場公開版Blu-ray
    - 映像特典
      - 劇場予告

  - ディスク2：『劇場版 仮面ライダー響鬼と7人の戦鬼』ディレクターズカット版Blu-ray
    - 映像特典
      - O・N・I 〜劇場版 仮面ライダー響鬼と7人の戦鬼 メイキング〜
      - O・N・I 〜劇場版 仮面ライダー響鬼と7人の戦鬼 メイキング〜 DC補完版
      - 製作発表会見
      - 完成披露試写会舞台挨拶
      - 公開初日舞台挨拶
      - ご当地ライダー激闘ファイル
      - TRAILER
      - TV SPOT

    - 音声特典
      - オーディオ・コメンタリー（監督：坂本太郎×撮影：いのくままさお / DVD版と共通）

  - 封入特典
    - ブックレット（8P）

## 他媒体展開

### テレビシリーズ
『仮面ライダー響鬼』
『ご当地ライダー激闘ファイル』
脚本：土田真通、監督：柴﨑貴行。『響鬼』二十六之巻（2005年8月7日放映）から三十之巻（2005年9月4日放送）の本編終了後（一部の地域を除く）に放映された30秒のショートフィルム。全話ともディレクターズカット版DVDの特典DVD、およびコンプリートBlu-rayのディレクターズカット版Blu-rayに収録されている。
戦国時代の明日夢が、ご当地ライダー5人を紹介していく。本作品のようなシリアスな空気はなく、どちらかというと明日夢とご当地ライダーとの漫才のような掛け合いが多い。
紹介順は、カブキ、トウキ、キラメキ、ニシキ、ハバタキ。

『仮面ライダーディケイド』
仮面ライダー歌舞鬼が登場。
『仮面ライダーオーズ/OOO』
魔化魍忍群（白狐）が登場。

### 他映画
『劇場版 仮面ライダーディケイド オールライダー対大ショッカー』（2009年8月8日公開）
『仮面ライダーディケイド』の単独作品。ヒトツミが登場。
『仮面ライダー×仮面ライダー×仮面ライダー THE MOVIE 超・電王トリロジー EPISODE YELLOW お宝DEエンド・パイレーツ』（2010年6月19日公開）
『仮面ライダー電王』と『仮面ライダーディケイド』のクロスオーバー作品。仮面ライダー歌舞鬼が登場。
『オーズ・電王・オールライダー レッツゴー仮面ライダー』（2011年4月1日公開）
『仮面ライダーオーズ/OOO』と『仮面ライダー電王』をメインとしたクロスオーバー作品。魔化魍忍群（白狐）が登場。
『仮面ライダー×スーパー戦隊 スーパーヒーロー大戦』（2012年4月21日公開）
仮面ライダーシリーズとスーパー戦隊シリーズのクロスオーバー作品。魔化魍忍群（白狐）が登場。

### 漫画
『劇場版仮面ライダーヒビキと7人の戦鬼』
作画：栗橋伸祐
講談社『マガジンZ』2005年10月号、11月号連載。映像作品とは異なり描写を戦国時代パートのみに絞られており、また戦国時代の響鬼が装甲響鬼に変身、さらにオロチ（戦国時代）との決着のシーンが描かれている。一方でヒトツミが登場せず（これにより歌舞鬼の最期の描写も異なる）、バケガニも登場しない。
なお、『マガジンZ』掲載時には、別冊付録としての前後編での掲載であり、『仮面ライダーSD 4コマ』が掲載された。前編には、『仮面ライダー（1号・2号）』 - 『仮面ライダーBLACK RX』（番外編『ショッカー戦闘員』）を題材とした『仮面ライダーSD 4コマ 昭和仮面ライダーシリーズ編』と題された4コマ作品群が、後編には、『仮面ライダークウガ』 - 『仮面ライダー剣』を題材とした『仮面ライダーSD 4コマ 平成仮面ライダーシリーズ編』と題された4コマ作品群が、それぞれ同時に掲載された。
ちなみに、各作品ごとに、別の漫画家（こしじまかずとも、吉田典弘、コンノトヒロ、NAO、鈴木イゾ）が4コマを描いている。このうち、『仮面ライダーSD 4コマ 平成仮面ライダーシリーズ編』と題された4コマ作品群は、『仮面ライダーSD 4コマ 平成仮面ライダー編』として単行本にも同時収録されている。
- 石ノ森章太郎（原作）・栗橋伸祐（漫画）・石森プロ（監修）・東映（監修） 『劇場版仮面ライダーヒビキと７人の戦鬼』 講談社〈マガジンZKC〉、全1巻
  - 2005年12月22日発行（同日発売）、ISBN 978-4-06-349231-6

「映画公開きねん!!　スペシャルまんが　劇場版 仮面ライダー響鬼と7人の戦鬼」
作画：坂井孝行
『てれびくん』2005年9月号、10月号、11月号に掲載。栗橋版と異なりバケガニが登場するほか、ツチグモも登場する。

### 小説
『S.I.C. HERO SAGA MASKED RIDER HIBIKI EDITION -SEVEN OGRES-』
著：早瀬マサト。本作品の後日譚に相当する。月刊ホビージャパン2006年6月号から9月号に掲載された。